# Tommy Nankervis
Tommy Nankervis, né le 21 janvier 1983 à Melbourne, est un coureur cycliste australien.

## Biographie
En 2009, il devient champion d'Océanie sur route en devançant ses compatriotes Daniel Braunsteins et Nicholas Walker. En 2010, il court en France en DN2 dans le club de Dunkerque côte d'Opale cyclisme. Il explique son choix par le fait qu'aucune autre équipe ne l'a contacté. Il espère pouvoir trouver un niveau de compétition supérieur par la suite. En 2011, il rejoint l'équipe RealCyclist.com.

## Palmarès
- 2005
  - 3e étape du Tour of the Murray River
- 2006
  - 3e du Tour de Leelanau
- 2008
  - 3e étape du River Gorge Omnium
  - Carolina Cup
- 2009
  -  Champion d'Océanie sur route
  - 3e de l'UCI Oceania Tour
- 2011
  - 2e étape du Tour de Delta
  - 2e du Grote Prijs Dr. Eugeen Roggeman
  - 3e du Tour de White Rock
- 2012
  - 3e du Gastown Grand Prix
- 2013
  - 3e du Tour de White Rock
- 2017
  - 3e de la Melbourne to Warrnambool Classic

## Classements mondiaux
| Année            | 2006 | 2007 | 2008 | 2009 | 2010 | 2011 | 2012 | 2013 | 2014 | 2015 |
| ---------------- | ---- | ---- | ---- | ---- | ---- | ---- | ---- | ---- | ---- | ---- |
| UCI America Tour |      |      |      |      |      |      | 331e |      |      |      |
| UCI Oceania Tour | 64e  |      |      | 3e   |      |      |      |      | 10e  | 40e  |